# 炭鉄港めし

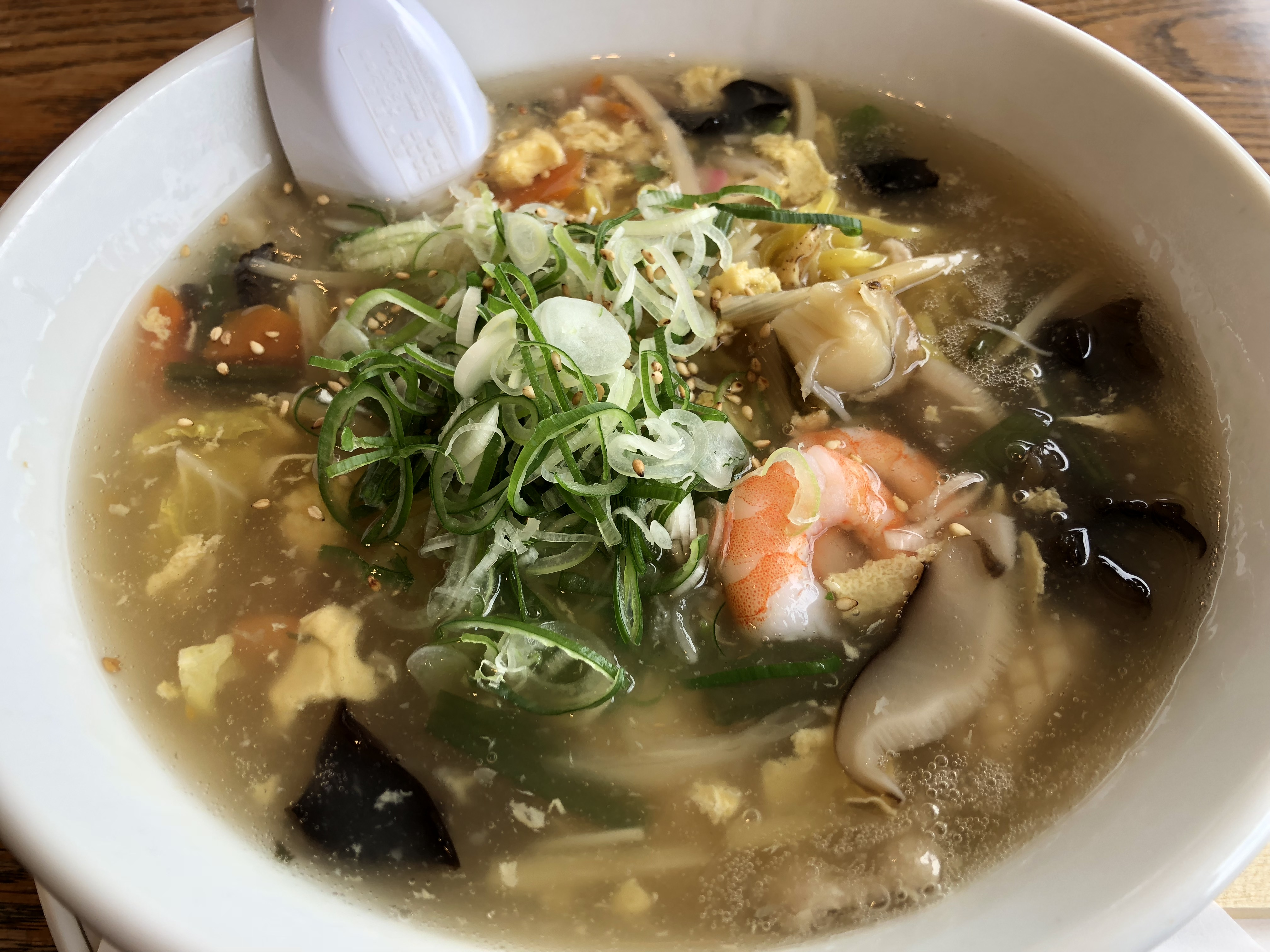
芦別市のガタタンラーメン

炭鉄港めし（たんてっこうめし）は、明治期から戦後にかけての日本の近代化を支えたとされる北海道の産業革命である炭鉄港（炭鉱、鉄鋼・鉄道、港湾）の労働者たちが食べていた料理。主に、栄養に富んで精のつく料理、腹持ちの良い料理、冬季の北海道でも体の温まる料理、安価で手軽に食べられる料理などであり、過酷な労働環境下において、各地から集った労働者とその家族たちを支え続けたとされる。2021年からは、炭鉄港の認定自治体などで構成されている炭鉄港推進協議会によりブランド化され、食を通じて日本遺産としての炭鉄港をアピールするため、様々な取り組みが行われている。

## 沿革
明治期以降、日本政府は日本の近代化を推進するために、北海道の本格的な開拓、北海道の自然資源の開発事業に着手した。とりわけ空知地方では良質の石炭が産出されることから、多くの炭鉱が開かれ、その運搬のために鉄道や港湾が発達した。これらの炭鉱、鉄鋼、鉄道、港湾（= 炭鉄港）の現場での過酷な労働環境下において、安価で栄養に富んだ料理は、各地から集った労働者とその家族たちの栄養源、炭鉄港の主役となって、彼らを支え続けた。
やがて1970年代中期以降には、輸入エネルギーの発達に伴って石炭産業が縮小・消滅したことで、炭鉄港の時代が終了した。その一方で労働者たちは、炭鉄港での労働で好んでいた故郷の料理を工夫することで、空知を始めとする北海道内の各地に、独特な食文化が根づくに至った。
2020年以降の北海道空知管内において、新型コロナウイルスの行動制限で観光客の集客力が低下したことから、炭鉄港の魅力の発信を目的に、かつて労働者に好まれたこれらの料理をブランド化することが、空知総合振興局により考案された。2021年2月に炭鉄港推進協議会で、労働者たちが精をつけるために食べていた料理、労働者たちの生活に根づいた食べ物が、「炭鉄港めし」と命名された。同協議会ではこれらをまとめて、ガイドブック「炭鉄港めし」を作成、北海道内の飲食店など34か所で無料配布、特設ウェブサイトでもダウンロードを可能とした。
このガイドブックでは、空知を中心として、美唄市の美唄焼き鳥、芦別市のガタタン、夕張市のカレーそば、赤平市のがんがん鍋など、11市町の肉料理や菓子など15品が掲載されている。美唄ではかつて、捨てられていたニワトリの内臓を焼き鳥のもつとして食べるようになったことや、石炭の積み出し港でもあった小樽では力仕事をする港湾労働者たちの間で、腹持ちのよい食品として「餅」が好まれたことなど、それら料理が食べられるようになった経緯、歴史にも触れている。
2021年11月以降、室蘭市内の小学校の給食に炭鉄港めしが取り入れられたり、室蘭の初秋のイベント「スワンフェスタ」で提供されたり、観光案内所へのパネル設置、炭鉄港地域内の飲食店などを回るスタンプラリーなど、馴染みやすい料理を通じて炭鉄港の歴史的な魅力を多くの人々に伝えるべく、様々な取り組みが行われている。炭鉄港地域における定着、地域内外での認知度向上と炭鉄港地域への周遊促進を目的としたレシピコンテストも行われており、2023年のガイドブックの全面改定時には、このコンテストで生まれた、石炭をイメージした「大人の石炭カヌレ」や、キャビアや黒千石納豆（北海道産小粒黒大豆の納豆）などを材料とした「寿司 炭鉄港」など新たな6品が、提供する飲食店と共に紹介された。
コロナ禍で旅行需要の低迷に見舞われていた空知管内では、炭鉄港めしが評判を呼んだこと、ガイドブックの効果で知名度が上昇したことによって、地域経済の活性化に一役買っている。かつての労働者を支えたソウルフードのみならず、北海道に根差した、食べ応えのある美味しいパワーフード（健康状態を高めてくれる食べ物）とも考えられ、地域おこしに役立つ観光資源とも考えられている。
2024年1月には、スポーツ庁、文化庁、観光庁の主催による2023年度の「スポーツ文化ツーリズムアワード」において、炭鉄港推進協議会事務局による「日本遺産を食で巡る旅「炭鉄港めし」プロジェクト」が、特別賞「食文化ツーリズム賞」を受賞した。この受賞においては、後述のようにコンビニエンスストアでの商品化による新規性に加えて、スタンプラリーの実施によって、炭鉱と製鉄、鉄道、港湾をつなげる炭鉄港のストーリーを生かした点が評価された。空知管内の取り組みの表彰は、2017年度の雪上ゴルフ大会以来、2回目のことである。

## 一覧
共通する特徴として主に、栄養に富んで精のつく料理、腹持ちの良い料理、冬季の北海道でも体の温まる料理、安価で手軽に食べられる料理、労働での発汗で失われる塩分を補給するため味の濃い料理が多い。
- ガタタン（芦別市）
  - 野菜、豚肉、魚介類、山菜、小麦粉の団子などを、とろみのあるスープで煮た料理[17][18]。令和期以降の芦別市内の飲食店では、ラーメン、チャーハン、焼きそばなど、アレンジを加えた料理が提供されている[3][19]。

- 炭鉱ホルモン（芦別市）
  - 北海道で開拓と共に養豚が導入されたが、精肉は庶民には手が届かなかったことから、もつがホルモン焼きとして炭鉱の労働者に浸透したもの[3]。空知は内陸部で冬季の寒さが厳しいため、濃いめの味つけが好まれている[3]。

- 美唄焼き鳥（美唄市、岩見沢市）
  - 1本の焼き鳥に、もも肉や胸肉、内臓類、鶏皮など、それまで使われていなかった部位を合せた焼き鳥[3]。美唄は北海道でも有数の炭鉱の町であり、美味でかつ精がつくとして、炭鉱の労働者に喜ばれて、地元に根づくに至った[3]。

- がんがん鍋（赤平市）
  - 赤平の炭鉱労働者の冬場の家庭で、豚のホルモンや豆腐、野菜を、味噌ベースのスープで石炭ストーブで煮込んで食べるホルモン鍋[17][20]。赤平の名物にするため、2005年に「がんがん鍋」と命名された[3]。

- カレーそば（夕張市）
  - 豚ばら肉とタマネギ、カレーの辛味ととろみのある汁を特徴とする蕎麦。冬季の夕張でも冷めにくく、炭鉱労働者に愛された。炭鉱閉山後、その味が口コミで広がり、名物料理となった[3]。

- 室蘭やきとり
  - 鶏肉と長ネギではなく、豚肉とタマネギを用いた焼き鳥[21]。昭和初期には鶏肉より豚肉が安価であったこと、北海道で多く生産されておりタマネギが長ネギよりも入手しやすかったことで、室蘭に定着した[22]。

- もち菓子 / ぱんじゅう（小樽市）
  - 港町である小樽に本州出身の菓子職人が移住したこと、材料が容易に集まったことで、餅菓子文化が生まれた[23]。餅菓子は手軽に食べられる上に腹持ちも良いために、限られた時間で力仕事をこなす労働者たちに好まれた[23]。

- その他
  - 美唄の「べかんべ最中」、三笠市・夕張・歌志内市の「なんこ料理」、岩見沢の喫茶店文化、栗山町の小林酒造の日本酒、安平町の駅弁、小樽のあんかけやきそば、室蘭のカレーラーメン[24]、栗山町の谷田製菓のきびだんご、ココナッツロール[25]、三笠の石炭ザンギ[26]、上砂川町のソースカツ丼などが[27]、炭鉄港めしとして認定されている。

- 美唄焼き鳥
- 室蘭やきとり
- 谷田製菓の日本一きびだんご
- 石炭ザンギ

## 市販品
炭鉄港めしにちなんだセブン-イレブン・ジャパンの市販品として、芦別のガタタンと美唄焼き鳥をもとにした「芦別ガタタンラーメン」「美唄風焼き鳥」が、2021年12月より、空知管内の全53店舗と石狩市、上川管内の一部、計46店舗で発売された。ガタタンラーメンは1日に必要な野菜の半分を摂取可能な料理、焼き鳥は炭鉱労働者の力の源となったスタミナ料理として、多くの人に好まれた料理を知ってもらうきっかけになることを狙いとして売り出された。消費者から好評を博したことで、翌2022年2月からは全道1001店舗に拡大されて発売された。この2商品に先駆けて全道で発売されていた「夕張カレー蕎麦」も、この2品と共に「炭鉄港」のロゴ入りで発売された。
消費者や加盟店から好評を得たことや、地域貢献も継続可能と考えられたことで、同2022年4月には、室蘭やきとりとガタタンをもとにした「炭火焼き室蘭やきとり丼」「芦別ガタタン焼そば」の2品が新たに開発され、空知、上川、留萌管内など地域限定で発売された。これらも高評価を得たことで、同2022年5月からは全道での発売が開始された。
同2022年11月には、赤平のがんがん鍋の商品化として、地元の飲食店主たちで構成される「赤平がんがん鍋協議会」の公認のもと、全道の約千店舗で「赤平がんがん鍋」が販売された。がんがん鍋のコンビニエンスストア向けの商品化はこれが初めてであり、赤平の名物料理を全道にPRすることが狙いとされている。
食と暮しの情報を提供するウェブサイト「macaroni」（株式会社トラストリッジ）で、2022年11月15日から11月24日にかけて投票が行われた「セブン-イレブンの人気鍋ランキング」で、6位に選ばれた。